# Камнеломка отпрысковая
Камнеломка отпрысковая (лат. Saxifraga stolonifera) – вид суккулентных растений рода Камнеломка (Saxifraga) семейства Камнеломковые (Saxifragaceae), произрастающий на территории Восточной Азии. 

## Описание

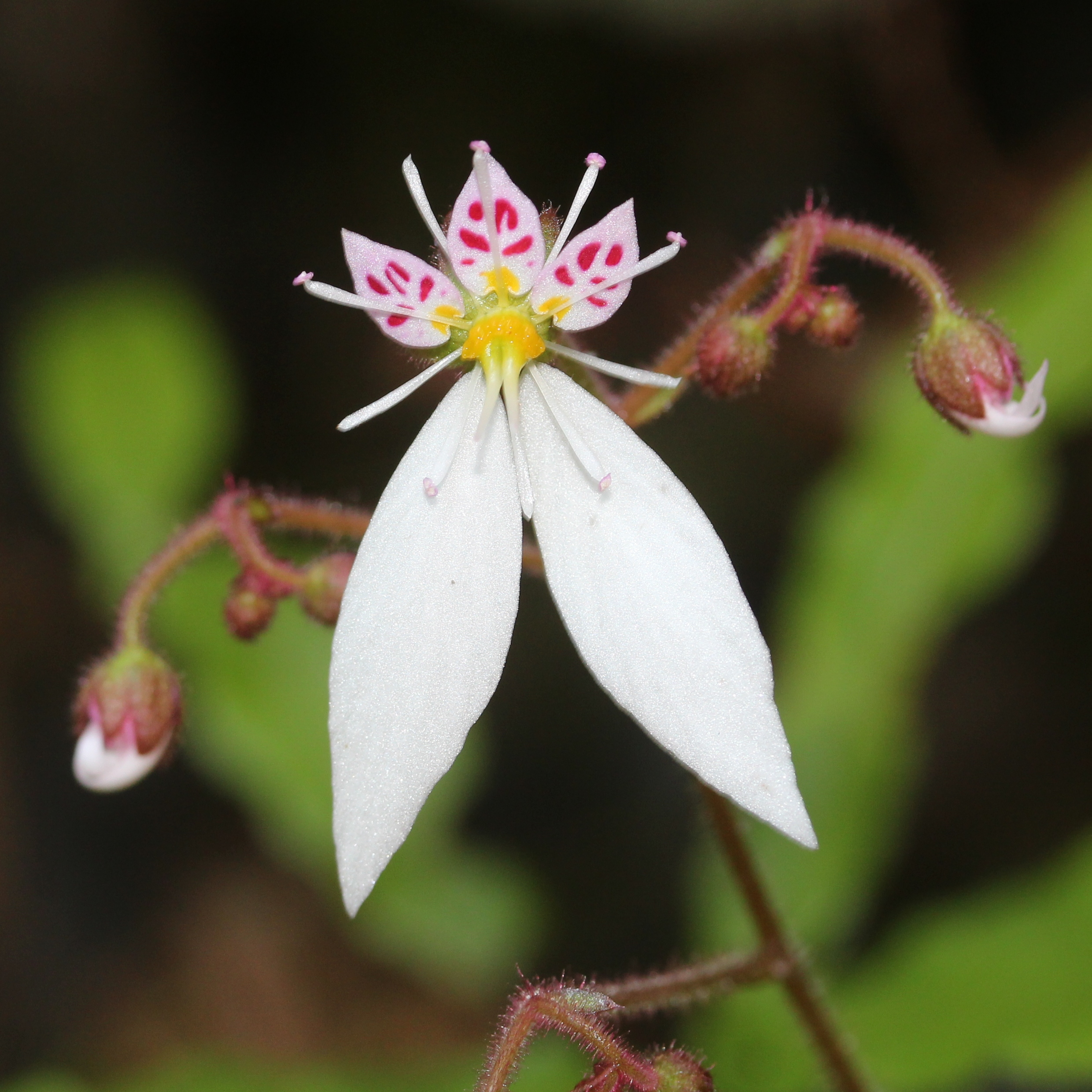
Цветок

Многолетнее растение, с округлыми блестящими опушенными оливково-зелеными листьями, серебристыми жилками и пурпурно-розовой окраской снизу, что делает их похожими на листья герани. Период цветения с мая по август. Рыхлое метельчатое соцветие содержит от 7 до 60 цветков. Чашелистики выступают или откидываются назад. Два из пяти белых лепестков обычно длиннее остальных. Более длинные лепестки ланцетные, 6-15 мм длиной и 2-4 мм шириной, заостренные. Меньшие лепестки с красными или желтыми точками, длиной 2-4 мм и шириной 1-2 мм. Тычинки длиной 4,5 мм. Завязь бледно-желтая.
Растение распространяется с помощью нитевидных красных столонов (отпрысков), при этом проростки укореняются поблизости от материнского растения. За это свойство растение называют «камнеломкой ползучей», «камнеломкой земляничной», «бородой Аарона», «странствующим моряком», «странствующим евреем», «клубничной бегонией» и «земляничной геранью».

## Распространение
Природный ареал включает в себя Китай, Восточные Гималаи, Японию, Корею, Мьянму, Тайвань и Вьетнам. Растение успешно процветает в лесах, кустарниках, лугах, а также на скалах, на высотах от 400 до 4500 метров.
В дополнение к своему природному ареалу, растение было интродуцировано в Болгарию, Канарские острова, Колумбию, Великобританию, Ирландию, Италию, Мадейру и Швейцарию.

## Таксономия
Saxifraga stolonifera Curtis, первое упоминание в Philos. Trans. 64(1): 308 (1774).

### Синонимы
Гомотипные (основанные на одном и том же номенклатурном типе):
- Sekika stolonifera (Curtis) H.Hara (1939)

Гетеротипные (основанные на разных номенклатурных типах):
- Adenogyna sarmentosa (L.) Raf. (1836)
- Aphomonix hederacea Raf. (1837)
- Diptera cuscutiformis (Lodd.) Heynh. (1846)
- Diptera sarmentosa (L.) Borkh. (1794)
- Ligularia sarmentosa (L.) Duval (1809)
- Robertsonia sarmentosa (L.) Link (1831)
- Rupifraga cuscutiformis (Lodd.) Raf. (1838)
- Rupifraga sarmentosa (L.) Raf. (1837)
- Saxifraga chaffanjonii H.Lév. (1911)
- Saxifraga chinensis Lour. (1790)
- Saxifraga cuscutiformis G.Lodd. (1818)
- Saxifraga dumetorum Balf.f. (1916)
- Saxifraga fortunei var. tricolor Lem. (1864)
- Saxifraga iochanensis H.Lév. (1916)
- Saxifraga ligulata Murray (1781)
- Saxifraga sarmentosa L. (1780)
- Saxifraga sarmentosa var. aptera Makino (1926)
- Saxifraga sarmentosa var. immaculata Diels (1901)
- Saxifraga sarmentosa var. leuconeura Makino (1927)
- Saxifraga sarmentosa var. tricolor (Lem.)(1873)
- Saxifraga sarmentosa var. tricolor-superba Van Geert (1878)
- Saxifraga sarmentosa var. viridifolia Makino (1927)
- Saxifraga stolonifera f. aptera (Makino) H.Hara (1939)
- Saxifraga stolonifera var. immaculata (Diels) Hand.-Mazz. (1931)
- Saxifraga stolonifera f. leuconeura (Makino) H.Hara (1939)
- Saxifraga stolonifera f. viridifolia (Makino) H.Hara (1939)
- Saxifraga veitchiana Balf.f. (1916)
- Sekika cyclaminea Medik. (1791), nom. superfl.
- Sekika sarmentosa (L.) Moench (1802)

## Применение

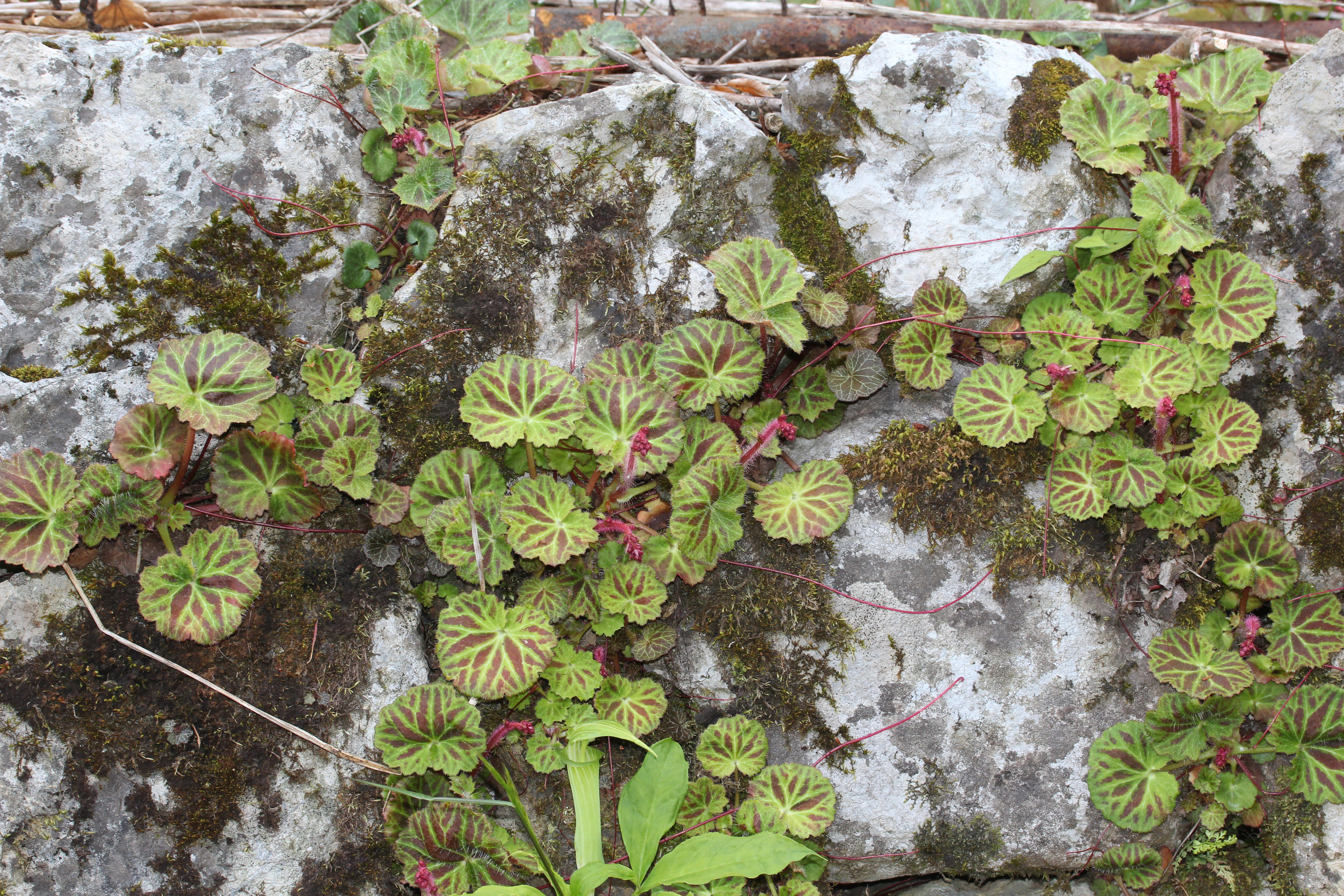
Растение на горе Рёзен в горах Судзука, Тага, префектура Сига, Япония

Используется как декоративное растение. Требует защищенного места в полной или частичной тени. Его стелющаяся зеленая листва и отпрысковые свойства делают данный вид почвопокровным растением.
Листва иногда используется в свежем или приготовленном виде в японской кухне. Растение также использовался в качестве растительного лекарственного средства в Японии.